# 6241 Galante
A 6241 Galante (ideiglenes jelöléssel 1989 TG) a Naprendszer kisbolygóövében található aszteroida. Osservatorio San Vittore fedezte fel 1989. október 4-én.